# 세인트 오브 뉴욕
《세인트 오브 뉴욕》(영어: The Saint of Fort Washington)은 미국에서 제작된 팀 헌터 감독의 1993년 드라마 영화이다. 대니 글러버, 맷 딜런 등이 출연하였고, 데이비드 V. 피커 등이 제작에 참여하였다.

## 출연진
- 대니 글러버
- 맷 딜런
- 릭 아빌레스
- 니나 시마스코
- 빙 레임스
- 마이클 배덜루코
- 조 세네카

## 기타 제작진
- 배역: 네사 하이엄스
- 미술: 스튜어트 워츨
- 의상: 클로디아 브라운
- 사운드 디자인·믹싱: 랜디 톰